# مولاي علي العلوي
ولد الأمير مولاي علي أو علي العلوي عام 1924 وتوفي في 1988، كان عضوا في حكم سلالة العلويين الفيلاليين الحاكمة في المغرب.
شغل العديد من المناصب العليا بما في ذلك سفير فرنسا في الفترة الممتدة ما بين 1964 و1966، كما كان الرئيس التنفيذي لشركة مجموعة أونا طوال الفترة الممتدة ما بين 1980 و1985 (طيلة 5 سنوات)، هذا بالإضافة إلى أنه كان الرئيس التنفيذي لشركة كوزيمار (الشركة الرئيسية لصناعة وبيع للسكر في المغرب) كما شغل منصب رئيس تنفيذي لمجموعة من البنوك مثل البنك المغربي الاقتصادي و شركة نفط الجنوب وكذلك بنك القروض.

## الأسرة
كان ابن الأمير مولاي إدريس (ابن السلطان مولاي يوسف) و للا جمالة ابنة مولاي مصطفى من قبل زوجته التي كانت ابنة السلطان الحسن الأول، وهكذا كان ابن عم الحسن الثاني سواء على أبيه وأمه. درس في مدرسة ثانوية ليوطي بالدار البيضاء.
في 16 آب/أغسطس من عام 1961 تزوج ابنة عمه الأميرة للا فاطمة الزهراء الأخت الأكبر سنا للحسن الثاني، ورزق معها ببنت واحدة وولدان:
- جمالة العلوي (ولدت عام 1962 أي بعد سنة واحدة من زواجه).
- مولاي عبد الله العلوي (ولد عام 1965).
- مولاي يوسف العلوي (ولد عام 1969).

## مرتبة الشرف
- ضابط كبير في ترتيب العرش (المملكة المغربية).[2]
- ضابط كبير من وسام جوقة الشرف (الجمهورية الفرنسية بتاريخ يونيو 1963).
- ضابط كبير في ترتيب نجم الاستوائية في الغابون.